# Jesse V. Johnson
Jessie V. Johnson (Winchester, 29 novembre 1971) è un regista, sceneggiatore, stuntman e coordinatore degli stunt britannico.

## Filmografia

### Regista
- Death Row the Tournanment (1999)
- The Doorman (1999)
- The Honorable (2002)
- Pit Fighter (2005)
- The Last Sentinel (2007)
- Alien Hunt - Attacco alla Terra (Alien Agent) (2007)
- The Fifth Commandment (2008)
- Charlie Valentine (2009)
- Green Street Hooligans 2 (2009)
- The Butcher (2009)
- The Package (2012)
- Savage Dog - Il selvaggio (Savage Dog) (2017)
- The Beautiful Ones (2017)
- Accident Man (2018)
- The Debt Collector (2018)
- Triple Threat - Tripla minaccia (2019)
- Missione vendetta (Avengement) (2019)
- The Mercenary (2019)
- The Debt Collector 2 (2020)
- Hell Hath on Fury (2021)
- White Elephant - Codice criminale (White Elephant) (2022)
- Un ranger (One Ranger) (2023)
- Boudica: La regina guerriera (Boudica) (2023)
- Chief of Station - Verità a tutti i costi (Chief of Station) (2024)